# Filipa Lamy
Filipa Lamy (* 23. Dezember 1980) ist eine portugiesische Badmintonspielerin.

## Karriere
Filipa Lamy gewann 1996 ihren ersten nationalen Titel in Portugal. Mehr als ein Dutzend weitere Meisterschaftsgewinne folgten. International war sie in Bahrain, Ecuador und Zypern erfolgreich.

## Sportliche Erfolge
| Saison | Veranstaltung                                | Disziplin   | Platz | Name                            |
| ------ | -------------------------------------------- | ----------- | ----- | ------------------------------- |
| 1996   | Portugal: Einzelmeisterschaften              | Damendoppel | 1     | Filipa Lamy / Helena Bartolomeu |
| 1997   | Portugal: Einzelmeisterschaften              | Damendoppel | 1     | Filipa Lamy / Helena Bartolomeu |
| 1997   | Portugal: Einzelmeisterschaften              | Dameneinzel | 1     | Filipa Lamy                     |
| 1998   | Portugal: Einzelmeisterschaften der Junioren | Dameneinzel | 1     | Filipa Lamy                     |
| 1998   | Portugal: Einzelmeisterschaften              | Dameneinzel | 1     | Filipa Lamy                     |
| 1998   | Portugal: Einzelmeisterschaften der Junioren | Damendoppel | 1     | Filipa Lamy / Helena Bartolomeu |
| 1998   | Portugal: Einzelmeisterschaften              | Damendoppel | 1     | Filipa Lamy / Helena Bartolomeu |
| 1999   | Portugal: Einzelmeisterschaften der Junioren | Dameneinzel | 1     | Filipa Lamy                     |
| 1999   | Portugal: Einzelmeisterschaften der Junioren | Mixed       | 1     | Ricardo Silva / Filipa Lamy     |
| 1999   | Portugal: Einzelmeisterschaften              | Damendoppel | 1     | Filipa Lamy / Telma Santos      |
| 1999   | Portugal: Einzelmeisterschaften der Junioren | Damendoppel | 1     | Filipa Lamy / Ana Paiva         |
| 2000   | Portugal: Einzelmeisterschaften              | Dameneinzel | 1     | Filipa Lamy                     |
| 2001   | Portugal: Einzelmeisterschaften              | Damendoppel | 1     | Filipa Lamy / Telma Santos      |
| 2002   | Portugal: Einzelmeisterschaften              | Mixed       | 1     | Fernando Silva / Filipa Lamy    |
| 2002   | Portugal: Einzelmeisterschaften              | Damendoppel | 1     | Filipa Lamy / Telma Santos      |
| 2004   | Portugal: Einzelmeisterschaften              | Mixed       | 1     | Alexandre Paixão / Filipa Lamy  |
| 2004   | Portugal: Einzelmeisterschaften              | Dameneinzel | 1     | Filipa Lamy                     |
| 2004   | Cyprus International                         | Dameneinzel | 1     | Filipa Lamy                     |
| 2004   | Cyprus International                         | Damendoppel | 1     | Vânia Leça / Filipa Lamy        |
| 2005   | Portugal: Einzelmeisterschaften              | Mixed       | 1     | Alexandre Paixão / Filipa Lamy  |
| 2005   | Portugal: Einzelmeisterschaften              | Damendoppel | 1     | Filipa Lamy / Tânia Faria       |
| 2006   | Portugal: Einzelmeisterschaften              | Mixed       | 1     | Alexandre Paixão / Filipa Lamy  |
| 2007   | Mauritius International                      | Dameneinzel | 3     | Filipa Lamy                     |
| 2007   | Ecuador International                        | Damendoppel | 1     | Ana Moura / Filipa Lamy         |
| 2007   | Bahrain International                        | Mixed       | 2     | Alexandre Paixao / Filipa Lamy  |
| 2008   | Bahrain International                        | Mixed       | 1     | Alexandre Paixao / Filipa Lamy  |
| 2009   | Portugal: Einzelmeisterschaften              | Damendoppel | 1     | Filipa Lamy / Vânia Leça        |
| 2012   | Portugal: Einzelmeisterschaften              | Damendoppel | 1     | Filipa Lamy / Vânia Leça        |